# 平燕承宣布政使司
平燕承宣布政使司為靖難之役時明惠帝所設之藩司，為北平承宣布政使司之沿續，建文四年撤銷。

## 沿革
- 洪武二年，专设北平行中书省。洪武九年，改设北平承宣布政使司。
- 建文元年燕王叛據北平府，陷永平府，北平布政使司沒入燕王之手；明惠帝於真定府另設平燕承宣布政使司，下轄未受燕王控制之真定府、保定府、河间府、顺德府、广平府、大名府政務，由刑部尚書暴昭掌司事。
- 建文二年二月保定府知府雒僉叛附燕王，平燕司轄餘五府。
- 建文四年，平安被俘，召暴昭回京師，平燕司隨之撤銷。

## 辖境建置

### 真定府
洪武元年属河南行中书省，二年改属北平行省，建文元年改屬平燕司，建文四年併回北平司。
- 下辖县
  - 真定县、井陉县、获鹿县、元氏县、灵寿县、藁城县、栾城县、无极县、平山县、阜平县、行唐县
- 下辖散州
  - 定州、冀州、晋州、赵州、深州

### 保定府
洪武元年属河南行中书省，二年改属北平行省，建文元年改屬平燕司，建文二年附燕。府城驻清苑县。
- 下辖县
  - 清苑县、满城县、安肃县、定兴县、新城县、雄县、容城县、唐县、庆都县、博野县、蠡县、完县、遂县
- 下辖散州
  - 祁州、安州、易州

### 河间府
洪武元年属河南行中书省，二年改属北平行省，建文元年改屬平燕司，建文四年併回北平司。府城驻河间县。
- 下辖县
  - 河间县、献县、阜城县、肃宁县、任丘县、交河县、青县、兴济县、静海县、宁津县
- 下辖散州
  - 景州、沧州

### 顺德府
洪武元年属河南行中书省，二年改属北平行省，建文元年改屬平燕司，建文四年併回北平司。
- 下辖县
  - 邢县、沙河县、南和县、任县、内丘县、平乡县、钜鹿县、广宗县、唐山县

### 广平府
洪武元年属河南行中书省，二年改属北平行省，建文元年改屬平燕司，建文四年併回北平司。今河北省永年縣廣府鎮。
- 下辖县
  - 永年县、曲周县、肥乡县、鸡泽县、广平县、成安县、威县、邯郸县、清河县

### 大名府
洪武元年属河南行中书省，二年改属北平行省，建文元年改屬平燕司，建文四年併回北平司。
- 下辖县
  - 元城县、大名县、魏县、南乐县、清丰县、内黄县、濬县、滑县
- 下辖散州
  - 开州